# Irakli Labadze
Irakli Labadze (nacido el 9 de junio de 1981 en Tiflis, Georgia) es un exjugador profesional de tenis. En el año 2004 finalizó en el puesto 70 del ranking del Tour Race de la Asociación de Tenistas Profesionales o ATP.
Labadze pasó a ser profesional en 1998, habiendo pasado recientemente $1 000 000 en ganancias en su carrera. No ha ganado títulos mayores en su carrera, pero alcanzó la cuarta ronda de Wimbledon en 2006, perdiendo frente a Rafael Nadal 6-3, 7-6 (4), 6-3,.

## Títulos

### Individuales
| Leyenda (Individuales) |
| Grand Slam (0)         |
| Tennis Masters Cup (0) |
| ATP Masters Series (0) |
| ATP Tour (0)           |
| Challengers (9)        |

| N.º | Fecha | Torneo          | Superficie    | Oponente en la final   | Marcador en la final |
| 1.  | 2000  | Furth           | Tierra batida | Daniel Elsner          | 6–4, 6–4             |
| 2.  | 2001  | Birmingham      | Tierra batida | James Blake            | 6–2, 6–3             |
| 3.  | 2001  | Bucarest        | Tierra batida | Emilio Benfele Álvarez | 6–4, 6–2             |
| 4.  | 2002  | Brest           | Carpeta       | Paradorn Srichaphan    | 6–4, 7–5             |
| 5.  | 2002  | Kiev            | Tierra batida | Gorka Fraile           | 6–0, 4–6, 6–4        |
| 6.  | 2003  | Kiev            | Tierra batida | Petr Kralert           | 6–1, 6–2             |
| 7.  | 2003  | San Juan de Luz | Dura          | Fabrice Santoro        | 1–6, 7–6(4), 6–4     |
| 8.  | 2003  | Dniepropetrovsk | Dura          | Harel Levy             | 6–3, 3–6, 6–1        |
| 9.  | 2005  | Biella          | Dura          | Carlos Berlocq         | 7–6(4), 6–0          |

### Finales en dobles
| No. | Fecha | Torneo                 | Superficie    | Pareja        | Oponentes en la final               | Marcador en la final |
| 1.  | 2001  | Varsovia, Polonia      | Tierra batida | Attila Sávolt | Paul Hanley Nathan Healey           | 7–5, 6–7, 6–3        |
| 2.  | 2001  | San Petersburgo, Rusia | Dura          | Marat Safin   | Denís Golovánov Yevgueni Káfelnikov | 7–5, 6–4             |
| 3.  | 2002  | San Petersburgo, Rusia | Dura          | Marat Safin   | David Adams Jared Palmer            | 7–6(8), 6–3          |